# Paul Effert
Paul Effert (* 28. Mai 1931 in Düsseldorf) ist ein deutscher Briefmarkenkünstler und Medailleur.
1949 begann er eine Lehre als Lithograf und studierte anschließend an der Werkkunstschule Krefeld und an der Kunstakademie Düsseldorf. Hier war sein Lehrer Walter Breker.
Er wurde anschließend selbst Lehrer an der Werkkunstschule Krefeld, war aber auch gleichzeitig in Düsseldorf selbständig tätig.
1965 zog er nach Kaarst und arbeitet als Grafik-Designer und freischaffender Künstler. Seitdem schuf er mehrere Briefmarken und gestaltete auch zwei Münzen der Bundesrepublik Deutschland.